# Lathyrus hallersteinii
Lathyrus hallersteinii är en ärtväxtart som beskrevs av Johann Christian Gottlob Baumgarten. Lathyrus hallersteinii ingår i släktet vialer, och familjen ärtväxter. Inga underarter finns listade i Catalogue of Life.